# 이미나 (골프 선수)
이미나(1981년 12월 25일~)는 대한민국의 골프 선수이다. 2002년에 프로로 전향하여 한국 LPGA 투어에서 5회 우승했다.